# Dai Zhen
Dai Zhen (ur. 1724, zm. 1777) – uczony z czasów dynastii Qing. Uznawany jest za jednego z najwybitniejszych konfucjanistów tego okresu.
Pochodził z prowincji Anhui. Nie zdał egzaminów urzędniczych, co uniemożliwiło mu karierę w aparacie administracyjnym. Tytuł urzędnika – literata otrzymał dopiero w wyniku osobistej interwencji cesarza Qianlonga w 1775.
Twierdził, że konfucjanizm został zniekształcony już za panowania dynastii Qin oraz dynastii Han, w związku z tym jego późniejsze nauki stały się błędnym konfucjanizmem (wei ru). Uznając ogromne znaczenie filologicznych badań nad tekstami klasycznymi zajmował się ich analizą krytyczną. Był jednym ze współtwórców kompilacji Wszelkie księgi z czterech rozdziałów.